# Jofré de Borja
Jofré de Borja i Catanei (Roma, 1481 - 1516), príncep de Squillace i duc de Cariati, fou un dels membres de la nissaga valenciana dels Borja, fill de Roderic de Borja, després papa Alexandre VI.

## Filiació
Jofré fou el quart fill del cardenal Roderic de Borja i de la seva amistançada Vannozza Cattanei. Roderic desconfiava de la seva paternitat envers Jofré i no es va preocupar gaire pel seu futur, a diferència dels títols i riqueses que va procurar per als seus germans grans Joan, Cèsar i Lucrècia.

## Primer matrimoni
De tota manera, la necessitat del papa Borja de refermar aliances amb altres famílies el va conduir a reconèixer Jofré com a fill legítim i a convenir el seu matrimoni, quan només tenia 13 anys, amb la filla il·legítima d'Alfons II de Nàpols, Sança d'Aragó. Per aquest matrimoni, rebé del rei el títol de primer príncep de Squillace i duc de Cariati, a Calàbria.
L'enllaç se celebrà el 1494 al Castell Nou de Nàpols. Amb la invasió dels francesos de Carles VIII i la mort d'Alfons II, la parella es va traslladar el 1496 a Roma. El caràcter feble de Jofré era desagradable per a Sança, que va mantenir diverses relacions extramatrimonials. El 1506, quan ja havien retornat a Nàpols, morí Sança sense descendència.

## Segon matrimoni
Jofré es va tornar a casar amb Maria Milà d'Aragó, filla del primer comte d'Albaida, amb qui va tenir quatre fills:
- Francesc, segon príncep de Squillace.
- Lucrècia.
- Antònia.
- Marina.

## Defunció
La data i la causa de defunció de Jofré es desconeix i només se sap que la seva germana Lucrècia se'n va assabentar el gener del 1517, és per això que se suposa que es va produir durant el 1516.